# Jules Hofman
Julianus Johannes Franciscus (Jules) Hofman (Oosterhout, 16 december 1859 - Antwerpen, 13 mei 1919) was een Nederlands-Belgisch architect. Het grootste deel van zijn leven was Antwerpen zijn voornaamste werkterrein.

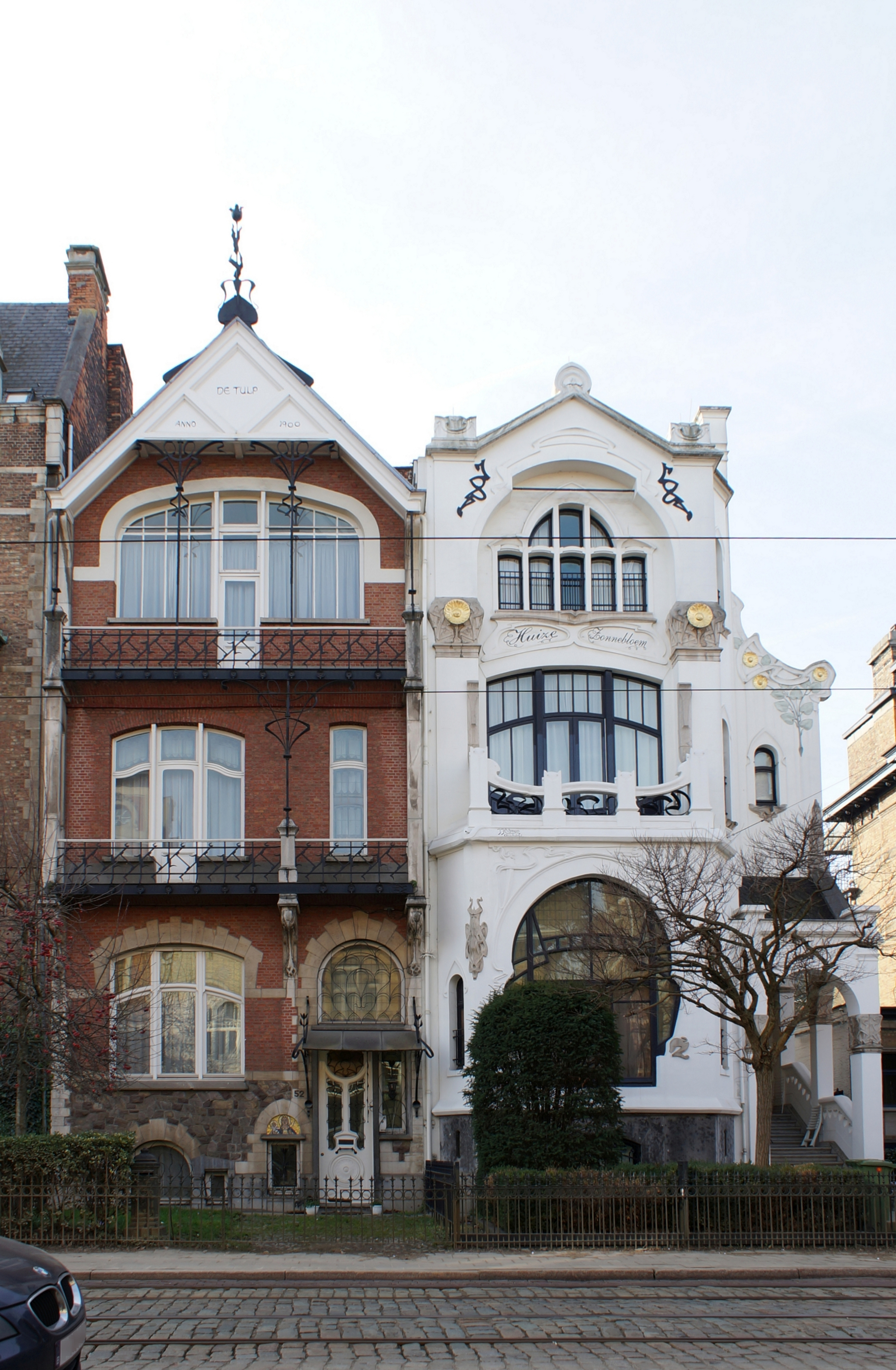
Cogels Osylei 52 & 50, Antwerpen.
Links: De Tulp, rechts: De Zonnebloem (1900)

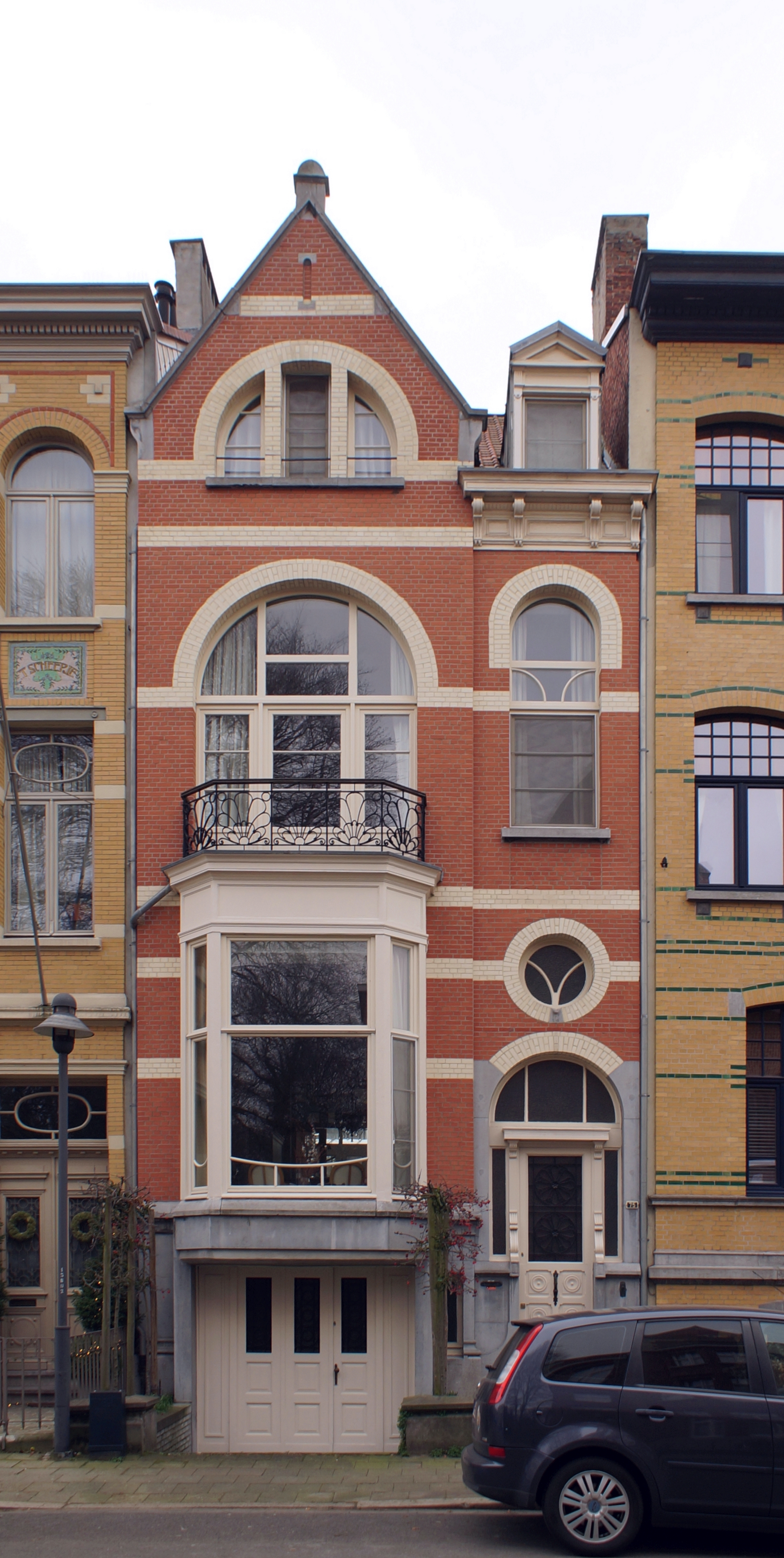
Arthur Goemaerelei 75, Antwerpen (1910)

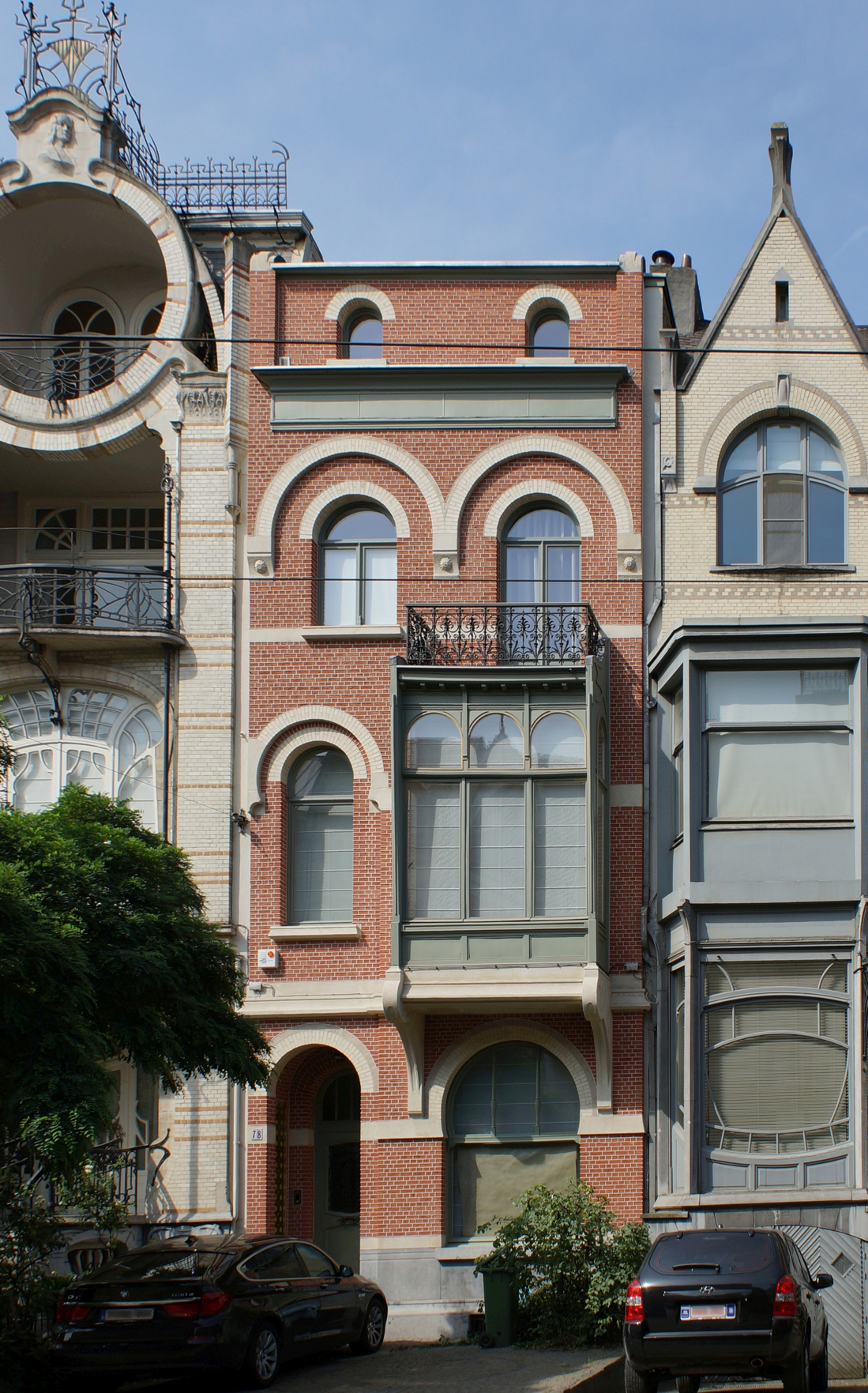
Berchem (Antwerpen), Cogels-Osylei 78 (1901)

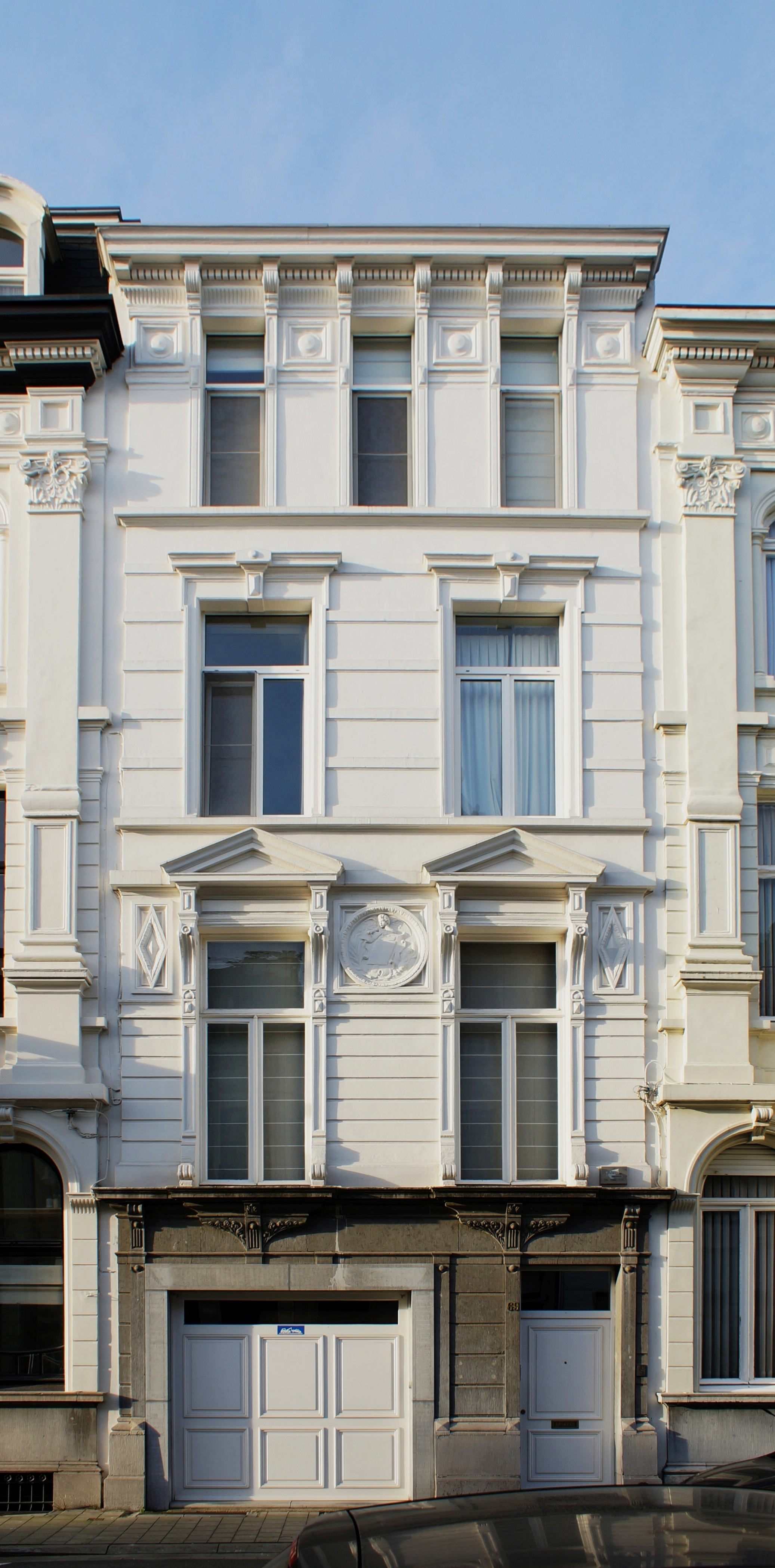
Lange Van Ruusbroecstraat 69, Antwerpen - Eigen woning van Jules Hofman (1893)

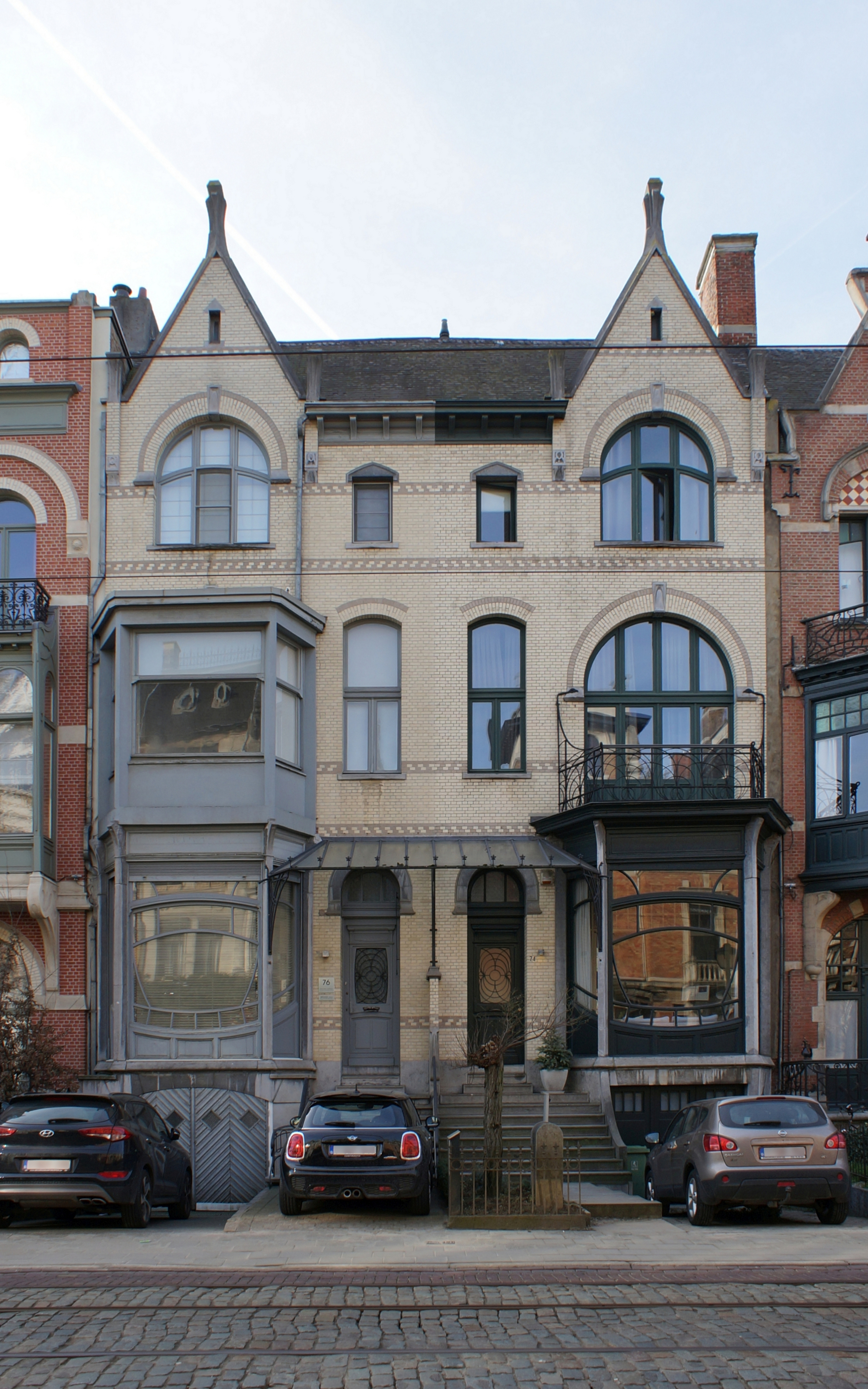
Cogels Osylei 76 & 74, Antwerpen (1901)

## Biografie

#### Jeugd
Jules Hofman was de oudste van 9 kinderen van Julianus Petrus Hofman (1828-1910, arts werkzaam te Breda) en Maria Isabella Theodora Lagerweij (1834-1907).

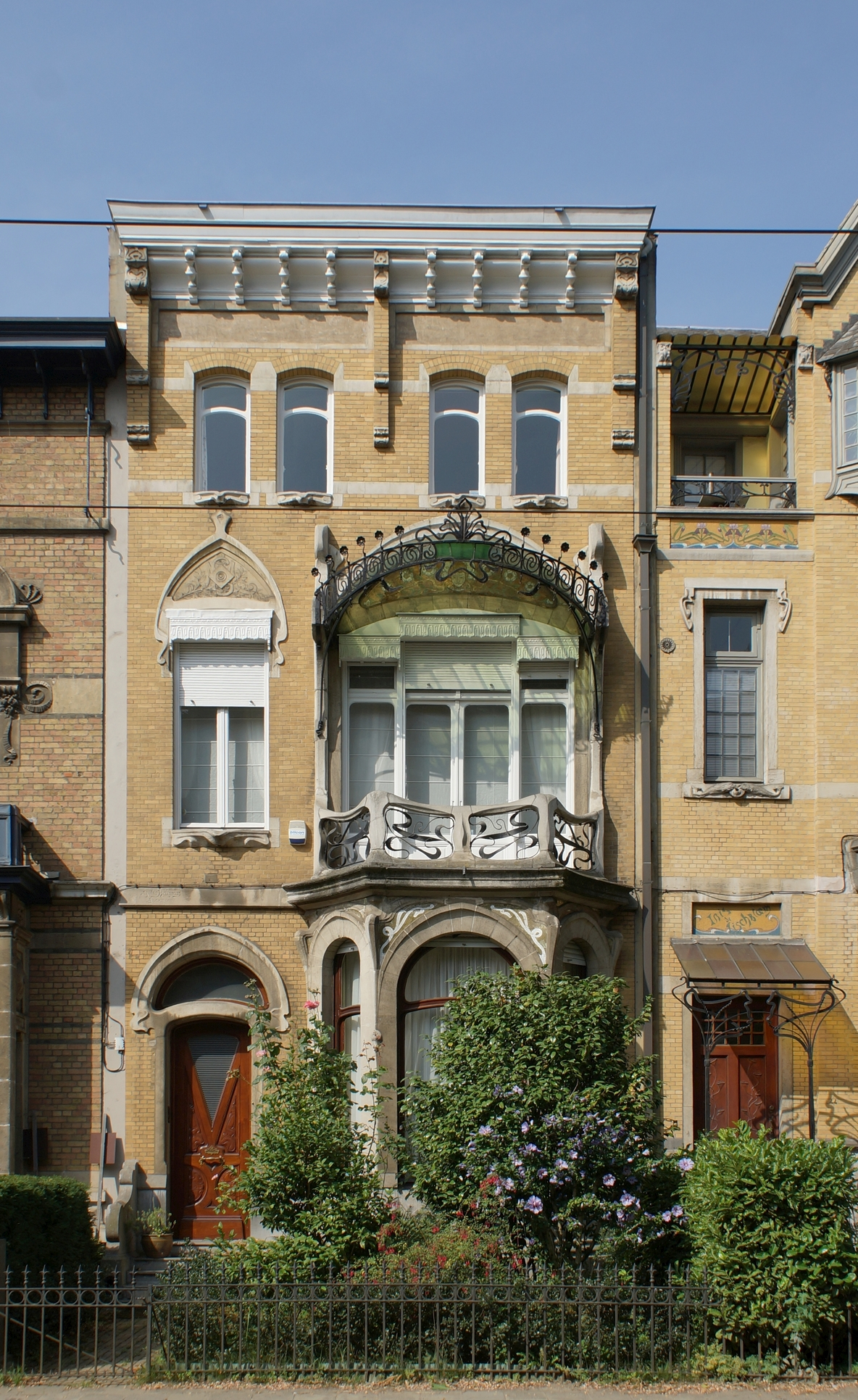
Berchem (Antwerpen), Cogels-Osylei 46 (1898)

#### Opleiding
Op 20-jarige leeftijd, vanaf 1880, studeerde Hofman "Bouwkunst" aan de Koninklijke Academie voor Schone Kunsten van Antwerpen. Hij was er leerling van Leonard Blomme, Joseph Schadde en Pieter Dens (1819-1901). 
In zijn laatste studiejaar (1884) was Hofman primus van de klas. Omwille van zijn ijver en vlijt bekwam hij de "Prix d'excellence". Hem werd een  medaille geschonken, die voorheen niet werd toegekend .

#### Huwelijk
Op 29 april 1890 trad Jules Hofman in het huwelijk met Maria Joanna Carolina Cappellen (1866-1945). Zij hadden vier kinderen, twee meisjes en twee jongens.

#### Loopbaan
Voor zijn huwelijk heeft hij intrek genomen bij een nonkel die bakker was in de Kasteelpleinstraat. Hier en in Oud-Antwerpen heeft hij ook enkele verbouwingen uitgevoerd.
Reeds in 1885 ontwerpt hij een gigantisch herenhuis en steenkappersatelier in de Lange Leemstraat 230. Zijn voorliefde ging uit naar de neo-Vlaamse renaissance.
Spoedig engageerde hij zich in het atelier van bouwmeester Frans Van Dijk die zes jaar ouder was, en die van 1884 tot 1890 - samen met architect Jean-Jacques Winders - het Koninklijk Museum voor Schone Kunsten bouwde.
Vanaf 1896-98 is Jules Hofman actief voor de Naamloze Maatschappij voor het bouwen van Burgerhuizen. Bij deze Antwerpse onderneming, die een belangrijke bijdrage leverde voor de ontwikkeling van de wijk Zurenborg, bouwde hij verschillende  huizen, onder meer in art nouveau of neoclassicistische stijl. Hij was er een collega van Jos Bascourt en Ernest Dieltiens en zoveel anderen.
Anno 1893 presenteerde Hofman op de Wereldtentoonstelling in Chicago een paviljoen dat een exacte nabootsing was van het stadhuis van Franeker .
Vanaf zijn huwelijk komt hij op Zurenborg wonen in de Ramstraat 36. Op 15 november verhuist de familie naar de Lange Van Ruusbroeckstraat 59 (vanaf 1910 nummer 69). De woningen 67,69 en 71 heeft hij ontworpen als huurwoningen voor de bouwmaatschappij. Zelf blijft hij huurder tot 1913. Hij verhuist dan naar de ouderlijke woning van zijn echtgenote in de Albertstraat 20 te Antwerpen.
Een jaar nadien, anno 1894, construeerde Hofman paviljoenen op de Wereldtentoonstelling van Antwerpen, onder meer voor François-Xavier de Beukelaer. Deze industrieel gelastte hem later met het optrekken van een fabrieksgebouw, in neo-Vlaamse-renaissancestijl, op de hoek van de Haantjeslei en de Van Trierstraat, voor het stoken van Elixir d'Anvers.
Jules Hofman was een voortrekker van de art nouveau die in Antwerpen vanaf 1898 tot 1910 populariteit genoot. Een jaar voor het einde van deze periode trad Hofman in dienst als hoofdarchitect bij de bouwmaatschappij Vooruitzicht, met een episode van zeer grote productiviteit tot gevolg.
Een opmerkelijke prestatie gedurende de periode van 1913 tot 1914 was de ontwikkeling en afwerking van de grote synagoge Machsike Hadass aan de Ooststraat.

#### Einde
In 1914 eindigden Hofmans activiteiten doordat de bouw in een impasse kwam als gevolg van de Eerste Wereldoorlog. Hij overleed kort na de oorlog. De teraardebestelling geschiedde op de begraafplaats Sint-Fredegandus aan de Lakborslei te Deurne (Antwerpen) in een graf waar voordien zijn schoonfamilie reeds was bijgezet (perk R - 8A). 
In 2019, 100 jaar na zijn overlijden, was er een herdenkingsweekend en was ook de familiegrafkelder gerestaureerd.

## Werken(Selectie)

### Antwerpen
- 1885 : Lange Leemstraat 230. Burgerhuis in neorenaissancestijl.
- 1892: De eerste woningen, ontworpen in de functie van architect bij de Naamloze Maatschappij van Burgerhuizen: Schorpioenstraat 4-2,  Lange Altaarstraat 1-3.
- 1892 : Door Verstraetenplaats 6. Breed hoekhuis in eclectische en neo-Vlaamse-renaissancestijl.
- 1893 : Woningen in neoclassicistische stijl. Lange Van Ruusbroecstraat 67-69-71. Huisnummer 69 werd de eigen woonplaats van Jules Hofman.
- 1893 : Lamorinièrestraat 170. Burgerhuis in eclectische stijl.
- 1894 : Wereldtentoonstelling Antwerpen: vijf paviljoenen; één ervan ten behoeve van de likeurstokerij F.X. De Beukelaer. Nadien: constructie van het fabrieksgebouw aan de Haantjeslei 132 in neo-Vlaamse-renaissance-stijl. In samenwerking met Jules Dries.
- 1895 : Lange Van Ruusbroecstraat 119-121.
- 1896 : Transvaalstraat 59 en 61. Burgerhuizen in cottagestijl. De balconondersteuning werd verfraaid met beeldhouwwerk van Frans Joris : de "Twaalf Duivelkens".
- 1898 : Tweelingenstraat 61-63-65-67-69. Eenheidsbebouwing in eclectische stijl.
- 1898 : Cogels-Osylei 46. Burgerhuis " De Roos " in art-nouveau-stijl.
- 1898 : Guldenvliesstraat 40-42. Kunstenaarswoning (“Huis De Reyger") en bijhorende werkplaats in neo-Vlaamse-renaissance-stijl. Woning van wijlen kunstenaar Josuë Dupont.
- 1899 : Transvaalstraat 62. Burgerhuis "De Roos", art-nouveau-stijl.
- 1899 : Pacificatiestraat 42-44. Twee burgerhuizen met art-nouveau-elementen.
- 1900 : Waterloostraat 1. "Hoekhuyze" (hoekhuis) in eclectische stijl. Hoek met de Transvaalstraat.
- 1900 : Wetstraat 30. Burgerhuis in eclectische stijl.
- 1900 : Cogels Osylei 50. " De Zonnebloem "; art nouveau.
- 1900 : Cogels Osylei 52. " De Tulp ". Woning in eclectische stijl met elementen uit de art nouveau.
- 1900 : Waterloostraat 2. Antwerpen. "Hoekhuyze" (hoekhuis) " De Margriet ". Hoekhuis met de Transvaalstraat; art nouveau. Voormalig consulaat generaal Bolivia.
- 1901 : Cogels Osylei 74-76. Twee burgerhuizen in sobere art-nouveau-stijl.
- 1901 : Cogels-Osylei 78. Burgerhuis in art-nouveau-stijl.
- 1904 : Waterloostraat 37. Burgerhuis " De Violier " in art-nouveau-stijl.
- 1905 : Lovelingstraat 64. Burgerhuis in art-nouveau-stijl.
- 1909 : Generaal Van Merlenstraat 16. Burgerhuis in neoclassicistische stijl.
- 1909 : Terlinckstraat 59. Winkelhuis in eclectische stijl.
- 1909 : Bosmanslei 5. Burgershuis in art-nouveau-stijl.
- 1909 : Helenalei 37. Burgerhuis in eclectische stijl.
- 1909 : Robert Molsstraat 46 & 48. Twee burgerhuizen in art-nouveau-stijl.
- 1909 : Coebergerstraat 11. Eenvoudige art nouveau.
- 1910 : Wetstraat 30. Burgerhuis in eclectische stijl. Gesigneerd door de architect.
- 1910 : Arthur Goemaerelei 75. Burgerhuis in eclectische stijl.
- 1910 : Marialei 28. Burgerhuis " Les Marguerites " in art-nouveau-stijl.
- 1910 : Helenalei 25. Burgerhuis in art-nouveau-stijl.
- 1910 : Helenalei 35. Burgerhuis in eclectische stijl.
- 1910 : Bosmanslei 29. Burgerhuis in eclectische stijl.
- 1910 : Marialei 26. Burgerhuis " Julia-Walther " in art-nouveau-stijl.
- 1910 : Rodestraat 18-20-22. Drie burgerhuizen (eenheidsbebouwing) in eclectische stijl. Huis nummer 22 is verfraaid met een bow-window, in 1928 ontworpen door architect Louis Pingnet.
- 1910 : Dolfijnstraat 73. Burgerhuis in eclectische stijl.
- 1910 : Robert Molsstraat 37 & 39. Twee burgerhuizen in eclectische stijl.
- 1910 : Robert Molsstraat 55. Burgerhuis in beaux-arts-stijl.
- 1911 : Jan Van Rijswijcklaan 55, 70, 110  & 150. Vier burgerhuizen in eclectische stijl.
- 1911 : Jan Van Rijswijcklaan 73. Woning in  neo rococo-stijl. Een van de meest opmerkelijke burgerhuizen ontworpen door Jules Hofman.
- 1911 : Cuperusstraat 9-10-11. Drie burgerhuizen in art-nouveau-stijl.
- 1911 : Lemméstraat 3-5. Twee burgerhuizen in eclectische stijl.
- 1911 : Lemméstraat 30. Burgerhuis in eclectische stijl.
- 1911 : Lemméstraat 2-4. Meergezinswoning (hoekhuis met de Robert Molsstraat) en winkel, met elementen in art-nouveau-stijl.
- 1911 : Robert Molsstraat 7, 9, 25 & 50. Vier burgerhuizen in eclectische stijl.
- 1911 : Coebergerstraat 11. Burgerhuis in eclectische stijl.
- 1911 : Van Schoonbekestraat 138. Burgerhuis in beaux-arts-stijl.
- 1912 : Lemméstraat 32-34. Twee burgerhuizen in eclectische stijl.
- 1912 : Helenalei 47. Burgerhuis in beaux-arts-stijl.
- 1912 : Marialei 20. Burgerhuis in art-nouveau-stijl.
- 1912 : Cuperusstraat 20 & 27. Twee burgerhuizen in art-nouveau-stijl.
- 1912 : Cuperusstraat 26. Burgerhuis in eclectische stijl.
- 1912 : Lemméstraat 1. Burgerhuis in eclectische stijl.
- 1912 : Coebergerstraat 22-24. Twee burgerhuizen in eclectische stijl.
- 1912 :  Haantjeslei 160-162-164. Drie burgerhuizen in eclectische stijl met art-nouveau-elementen.
- 1913 : Cuperusstraat 33, 34 & 36. Drie burgerhuizen in art-nouveau-stijl.
- 1913 : Gijzelaarsstraat 26-28-30-32-34. Vijf burgerhuizen in eclectische stijl.
- 1913 : Coebergerstraat 19. Woning met art-nouveau-elementen.
- 1913 : Lemméstraat 9. Burgerhuis in eclectische stijl.
- 1913 : Van Schoonbekestraat 166. Meergezinswoning in eclectische stijl.
- 1913-1914 : Oostenstraat 42-43-44. Synagoge Machsike Hadass.
- 1914 : Coebergerstraat 15.Woning met art-nouveau-elementen.
- 1914 : Haantjeslei 144. Meergezinswoning in beaux-arts-stijl.
- 1914 : Van Schoonbekestraat 170. Meergezinswoning in beaux-arts-stijl.

### Elders
1904-1906 : Nieuw gebouw voor het Klein Seminarie te Hoogstraten.

### Illustraties

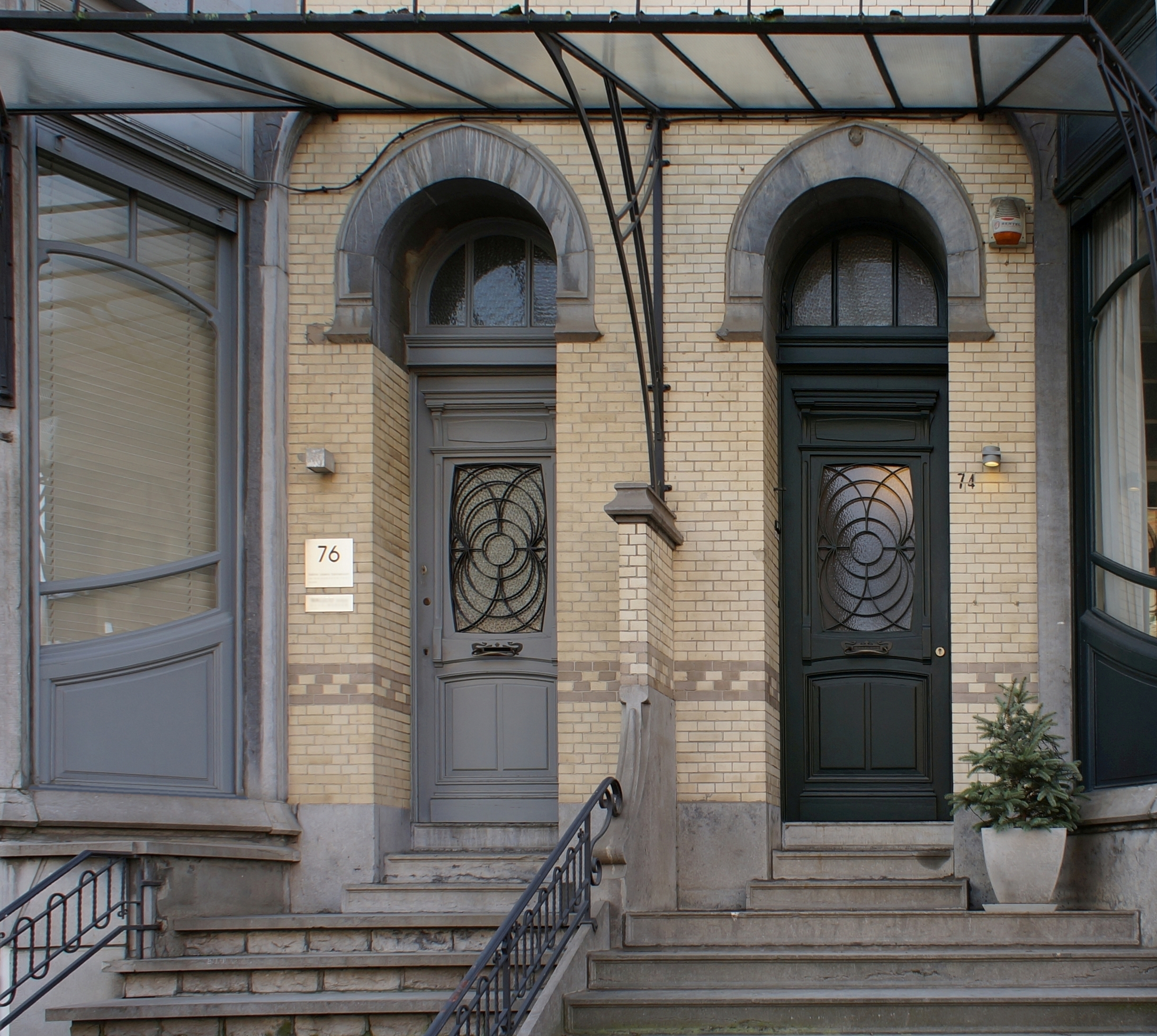
Cogels Osylei 76 & 74 (Detail), Antwerpen (1901)
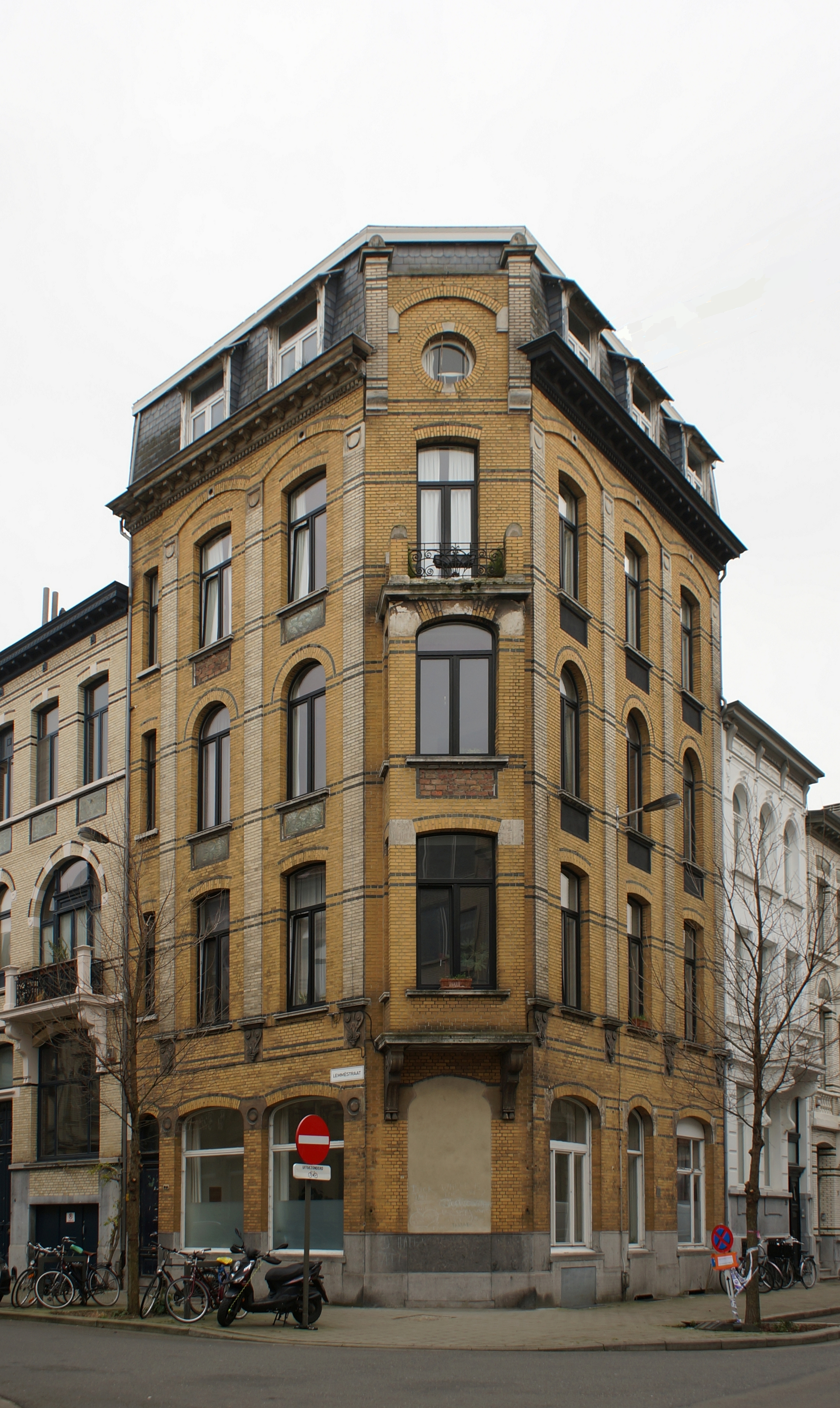
Lemméstraat 2, Antwerpen  (1911)
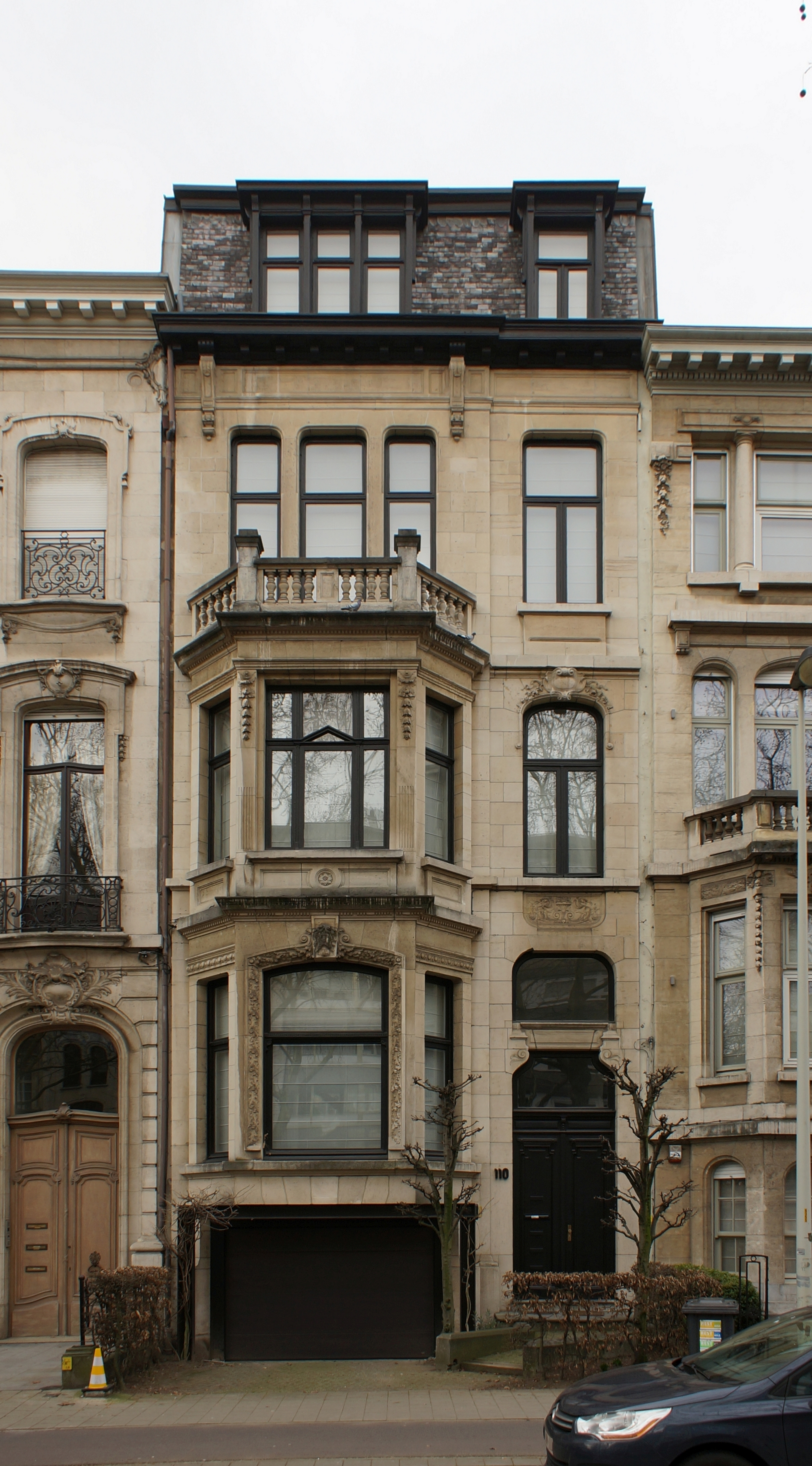
Jan Van Rijswijcklaan 110, Antwerpen  (1911)
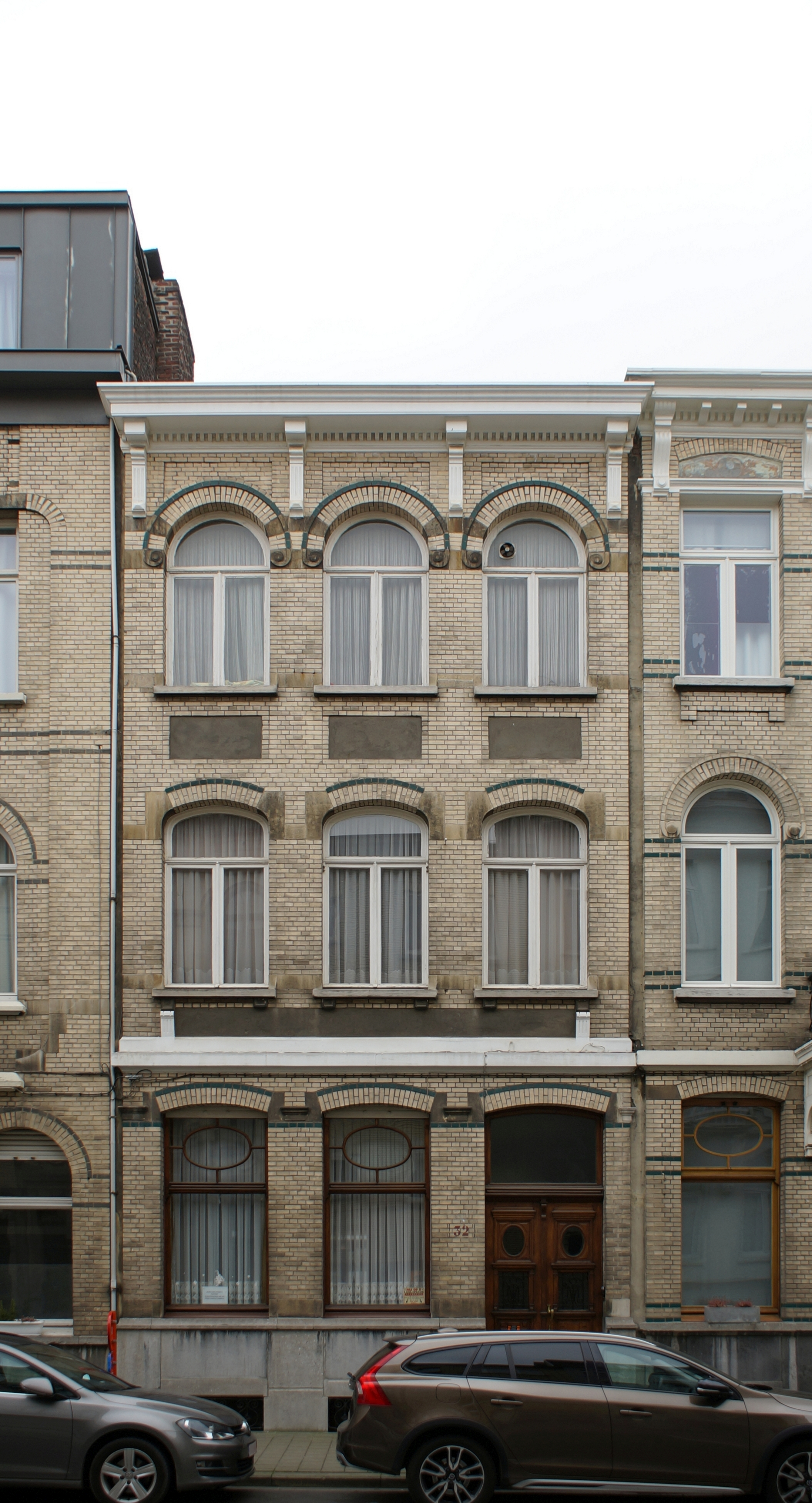
Lemméstraat 32, Antwerpen  (1912)

- International Standard Name Identifier: 0000 0003 8934 8945
- Nationale Bibliotheek van Israël: 987009754987605171
- Nederlandse Thesaurus van Auteursnamen: 194912671
- Union List of Artist Names: 500238246
- Virtual International Authority File: 172801488
- WorldCat: E39PBJxCx9X3cxvkkD4wHx3qQq